# Aeroportul Tekirdağ Çorlu
Aeroportul Tekirdağ Çorlu (IATA: TEQ, ICAO: LTBU) este un aeroport din Çorlu, Tekirdağ Metropolitan Municipality⁠(d), Provincia Tekirdağ, Turcia ce deservește zona Çorlu. Aeroportul a fost tranzitat în 2022 de 44.470 de pasageri. A fost deschis în 1998.
Situat la o altitudine de 175 m, aeroportul dispune de o singură pistă. Este operat de General Directorate of State Airports (Turkey)⁠(d).